# Szendehely
Szendehely é um município da Hungria, situado no condado de Nógrád. Tem 10,04 km² de área e sua população em 2015 foi estimada em 1.535 habitantes.